# Рыбак, Павел Александрович
Павел Александрович Рыбак (бел. Павел Аляксандравіч Рыбак; род. 11 сентября 1983, Гродно) — белорусский футболист, защитник.

## Клубная карьера
Начал заниматься футболом в Гродно, но потом оказался в Минске. Играл за разные клубы, а в 2011 вернулся в гродненский «Неман», где стал основным центральным защитником (изредка использовался как опорный полузащитник). Летом 2014 после ухода из клуба Ивана Денисевича стал капитаном команды.
В декабре 2014 перешёл в солигорский «Шахтер». В составе «Шахтера» прочно закрепился на позиции центрального защитника. В ноябре 2015 года продлил контракт с солигорцами. В сезоне 2016 помог команде завоевать вице-чемпионство, а сам был признан лучшим защитником турнира. В декабре 2016 года продлил соглашение с «Шахтёром» ещё на один сезон. В сезоне 2017 стал капитаном команды. В октябре стало известно, что Рыбак останется в клубе на следующий сезон.
В январе 2018 года появилась информация о том, что защитник может покинуть «Шахтёр», однако в результате Павел остался в клубе, передав капитанство Андрею Климовичу. В сезоне 2018 был игроком стартового состава и второй раз был признан лучшим защитником чемпионата Белоруссии. Ситуация повторилась в 2019 году, когда защитник только в июле не играл из-за травмы и третий раз был признан лучшим защитником чемпионата.
1 января 2020 года подписал контракт с клубом «Ислочь». Был основным защитником команды. С мая по сентябрь не играл из-за травмы, позднее вернулся в состав.
В январе 2021 года перешёл в борисовский БАТЭ. Начинал сезон 2021 в стартовом составе команды, с июня стал реже появляться на поле. Сыграв в финале Кубка Беларуси с «Ислочью», стал самым возрастным автором гола БАТЭ во всех турнирах, забив незадолго до 38-летия. В январе 2022 года по окончании контракта покинул клуб, завершив игровую карьеру. 
Перешел на работу в молодежное отделение минского «Динамо», став тренером команды старшего лицензионного возраста (U-18).
В июне 2025 года вошел в тренерский штаб молдавского «Зимбру», став ассистентом белорусского специалиста Олега Кубарева.

## Статистика
| Сезон    | Дивизион | Клуб              | Страна                    | Матчи | Голы |
| -------- | -------- | ----------------- | ------------------------- | ----- | ---- |
| 2001     | Д1       | Торпедо-МАЗ       | Флаг Беларуси (1995—2012) | 9     | 0    |
| 2002     | Д2       | Локомотив (Минск) | Флаг Беларуси (1995—2012) | 9     | 0    |
| 2003 (1) | Д1       | Локомотив (Минск) | Флаг Беларуси (1995—2012) | 4     | 0    |
| 2003 (2) | Д2       | Лида              | Флаг Беларуси (1995—2012) | 7     | 0    |
| 2004     | Д2       | Сморгонь          | Флаг Беларуси (1995—2012) | 14    | 2    |
| 2005     | Д1       | Локомотив (Минск) | Флаг Беларуси (1995—2012) | 20    | 1    |
| 2006     | Д1       | Локомотив (Минск) | Флаг Беларуси (1995—2012) | 24    | 2    |
| 2007     | Д1       | Гомель            | Флаг Беларуси (1995—2012) | 21    | 1    |
| 2008     | Д1       | Гомель            | Флаг Беларуси (1995—2012) | 19    | 1    |
| 2009     | Д1       | Минск             | Флаг Беларуси (1995—2012) | 23    | 0    |
| 2010     | Д1       | Минск             | Флаг Беларуси (1995—2012) | 28    | 1    |
| 2011     | Д1       | Неман             | Флаг Беларуси (1995—2012) | 23    | 2    |
| 2012     | Д1       | Неман             | Флаг Беларуси             | 28    | 0    |
| 2013     | Д1       | Неман             | Флаг Беларуси             | 29    | 1    |
| 2014     | Д1       | Неман             | Флаг Беларуси             | 31    | 0    |
| 2015     | Д1       | Шахтёр            | Флаг Беларуси             | 25    | 2    |
| 2016     | Д1       | Шахтёр            | Флаг Беларуси             | 24    | 2    |
| 2017     | Д1       | Шахтёр            | Флаг Беларуси             | 28    | 2    |
| 2018     | Д1       | Шахтёр            | Флаг Беларуси             | 27    | 4    |
| 2019     | Д1       | Шахтёр            | Флаг Беларуси             | 23    | 2    |
| 2020     | Д1       | Ислочь            | Флаг Беларуси             | 14    | 1    |
| 2021     | Д1       | БАТЭ              | Флаг Беларуси             | 20    | 1    |

## Достижения
- Вице-чемпион Белоруссии (4): 2007, 2016, 2018, 2021
- Бронзовый призер чемпионата Белоруссии (4): 2010, 2015, 2017, 2019
- Обладатель Кубка Белоруссии (2): 2018/19, 2020/21
- В списке 22 лучших футболистов чемпионата Белоруссии (5): 2013, 2015, 2016, 2018, 2019
- Лучший защитник чемпионата Белоруссии (3): 2016, 2018, 2019